# Solecka Dolina Wisły
Solecka Dolina Wisły este o arie protejată (sit de importanță comunitară — SCI) din Polonia întinsă pe o suprafață de 7.030,08 ha, integral pe uscat.

## Localizare
Centrul sitului Solecka Dolina Wisły este situat la coordonatele 53°14′46″N 18°16′47″E / 53.2462°N 18.2796°E.

## Înființare
Situl Solecka Dolina Wisły a fost declarat sit de importanță comunitară în august 2007 pentru a proteja 3 specii de plante și 13 specii de animale.

## Biodiversitate
Situată în ecoregiunea continentală, aria protejată conține 8 habitate naturale: Lacuri eutrofice naturale cu vegetație de tip Magnopotamion sau Hydrocharition, Râuri cu maluri nămoloase cu vegetație de Chenopodion rubri p.p. și Bidention p.p., Liziere de ierburi înalte hidrofile de câmpie și de nivel montan până la alpin, Fânețe de joasă altitudine (Alopecurus pratensis, Sanguisorba officinalis), Păduri de stejar și carpen Galio-Carpinetum, Păduri aluvionare cu Alnus glutinosa și Fraxinus excelsior (Alno-Padion, Alnion incanae, Salicion albae), Păduri mixte riverane de Quercus robur, Ulmus laevis și Ulmus minor, Fraxinus excelsior sau Fraxinus angustifolia, de-a lungul marilor râuri (Ulmenion minoris), Păduri stepice euro-siberiene cu Quercus spp..
La baza desemnării sitului se află mai multe specii protejate:
- plante (3): Angelica palustris, dedițelul (Pulsatilla patens), Thesium ebracteatum
- amfibieni (1): buhai de baltă cu burta roșie (Bombina bombina)
- mamifere (3): liliac cârn (Barbastella barbastellus), castor (Castor fiber), vidră de râu (Lutra lutra)
- nevertebrate (2): fluturele purpuriu (Lycaena dispar), Osmoderma eremita
- pești (7): avat (Aspius aspius), zvârluga (Cobitis taenia), Lampetra fluviatilis, țipar (Misgurnus fossilis), boarță (Rhodeus amarus), Romanogobio albipinnatus, somonul (Salmo salar)